# Іво Шрікер
Іво Шрікер (нім. Ivo Schricker, нар. 18 березня 1877, Страсбург — пом. 10 січня 1962, Цюрих) — німецький футболіст і спортивний функціонер, Генеральний секретар ФІФА з 1931 по 1951 рік.

## Біографія
Він і його молодший брат Ервін (22 серпня 1878 — 20 жовтня 1914 року, загинув у бою) грали у футбол за клуби «Страссбургер» та «Карлсруе Кікерс» і під час навчання в Берліні за місцевий клуб «Академішер 1893». З «Карлсруе» він став кілька разів чемпіоном Південної Німеччини. У 1899 році він був одним з найкращих гравців в першому матчі проти команди Англії, а у вересні 1901 року він також грав у Лондоні.
Його рідне місто, Страсбург в Ельзасі, було після Першої світової війни приєднано до Франції. Після завершення ігрової кар'єри, Шрікер працював з 1923 по 1925 рік як президент Асоціації футболу Південної Німеччини (нім. Süddeutscher Fußball-Verband).
Згодом він переїхав до Цюриха, де була відкрита постійнодіюча штаб-квартира ФІФА. З 1927 по 1932 рік Іво був віце-президентом ФІФА і головою Комісії з аматорського спорту. У 1932 році він став Генеральним секретарем ФІФА і займав цей пост, незважаючи на виключення Німеччини з ФІФА після Другої світової війни, до грудня 1950 року.
Помер у 1962 році в Цюриху.